# Limón (Colón)
Limón es un municipio del departamento de Colón en la República de Honduras. Su extensión territorial es de 615.3 km². En la región donde está ubicada la aldea Los Farallones existe una zona rica en biodiversidad.

## Toponimia
Su nombre se debe por haber encontrado muchos árboles de limón.

## Límites
| Orientación | Límite                                  |
| ----------- | --------------------------------------- |
| Norte       | Mar Caribe                              |
| Sur         | Municipio de Iriona, Colón              |
| Este        | Municipio de Iriona, Colón              |
| Oeste       | Municipio de Bonito Oriental, Colón     |
| Oeste       | Municipio de Santa Rosa de Aguán, Colón |

## Historia
En 1917, Limón obtuvo la calidad de municipio a través de un decreto ejecutivo. 

## Población
De acuerdo al censo oficial de 2013, tenía una población de 14.421 habitantes. En julio de 2020 tenía una población estimada de 16,087 habitantes.

## Fiesta patronal
Las fiestas patronales son celebradas en el mes de diciembre en honor a la Virgen de Concepción. 

## Política
| Puesto        | Funcionario                    | Partido político |
| ------------- | ------------------------------ | ---------------- |
| Alcalde       | Juan Ramón Manaiza Tovar       | Partido Nacional |
| Vicealcaldesa | Maura Bonilla Ventura          | Partido Nacional |
| Regidora 1    | Nora Elisabeth Monge Fernández | Partido Nacional |
| Regidor 2     | Jorge Orlando Martínez Torres  | Partido Liberal  |
| Regidor 3     | Sheldon Lenin Ávila Salinas    | Partido Nacional |
| Regidora 4    | Gladis Ondina Castro Ramírez   | Partido Liberal  |
| Regidor 5     | Esaú Osorto Martínez           | Partido Nacional |
| Regidor 6     | Omar Agustín Orellana Pineda   | Partido Liberal  |
| Regidora 7    | María de la Cruz Monge Mejívar | Partido Nacional |
| Regidor 8     | Jonny Roberto Paz Goff         | Partido Liberal  |

## División política
- Aldeas: 3 (2013)
- Caseríos: 80 (2013)

| Código administrativo | Aldea     |
| --------------------- | --------- |
| 020401                | Limón     |
| 020402                | Francia   |
| 020403                | Vallecito |